# Белокичурест гмурец
Белокичурестият гмурец (Rollandia rolland) е вид птица от семейство Podicipedidae.

## Разпространение и местообитание
Разпространен е в Аржентина, Боливия, Бразилия, Парагвай, Перу, Уругвай, Фолкландски острови и Чили.